# Madame Web (phim)
Madame Web là phim điện ảnh siêu anh hùng Mỹ ra mắt năm 2024, dựa trên nhân vật cùng tên trong truyện tranh Marvel Comics. Phim do Columbia Pictures, Di Bonaventura Pictures, Marvel Entertainment sản xuất và được hãng Sony Pictures Releasing phát hành. Đây là phim thứ tư trong Vũ trụ Người Nhện của Sony. Đạo diễn phim là S. J. Clarkson, đồng viết kịch bản với Claire Parker, Matt Sazama và Burk Sharpless, phát triển trên bản thảo của Kerem Sanga, Sazama và Sharpless. Dàn diễn viên trong phim gồm có Dakota Johnson thủ vai chính Madame Web, Sydney Sweeney, Celeste O'Connor, Isabela Merced và Tahar Rahim.
Từ tháng 9 năm 2019, phim đã được Sony thực hiện với phần kịch bản do Sazama và Sharpless xây dựng trên bản nháp mà Sanga đã tạo trước đó. Clarkson bắt đầu tham gia dự án từ tháng 5 năm 2020, đánh dấu phim điện ảnh đầu tiên mà cô làm đạo diễn. Đầu năm 2022, nữ diễn viên Dakota Johnson được chọn đóng vai chính. Bộ phim được khởi quay từ giữa tháng 7 đến tháng 9 cùng năm ở Boston và Massachusetts, sau đó di chuyển tới thành phố New York từ giữa tháng 10 tới hết năm.
Madame Web được phát hành tại Mỹ và Việt Nam vào ngày 14 tháng 2 năm 2024, và nhận về những chỉ trích từ giới chuyên môn sau khi ra mắt. Tại giải Mâm xôi vàng lần thứ 45, tác phẩm bị nhận giải Phim dở nhất và Kịch bản tệ nhất, riêng Johnson bị nhận giải Nữ diễn viên chính tệ nhất.

## Diễn viên
- Dakota Johnson vai Cassandra "Cassie" Webb / Madame Web: Một chuyên viên cấp cứu ở Manhattan có khả năng biết trước tương lai nhờ sở hữu khả năng tâm linh của "thế giới nhện"
- Sydney Sweeney vai Julia Carpenter / Spider-Woman
- Celeste O'Connor vai Mattie Franklin / Spider-Woman
- Isabela Merced vai Anya Corazon / Araña
- Tahar Rahim vai Ezekiel Sims

Ngoài ra, Mike Epps, Emma Roberts, Adam Scott và Zosia Mamet cũng sẽ góp mặt trong phim.

## Phát hành
Madame Web được ra mắt vào ngày 14 tháng 2 năm 2024 ở định dạng IMAX. Lịch công chiếu ban đầu của phim là ngày 7 tháng 7 năm 2023, sau đó được lùi tới ngày 6 tháng 10 và 16 tháng 2 năm 2024.